# Volumen cuántico
El volumen cuántico es una métrica vinculada al rendimiento de las capacidades e índices de error de un ordenador cuántico. 
Los ordenadores cuánticos son difíciles de comparar entre sí. El volumen cuántico es un número que pretende representar el rendimiento de forma global. Está calculado teniendo en cuenta varias de las características de un ordenador cuántico, como son su número de qubits, los errores de medida, los errores en las puertas, el crosstalk y la conectividad.
El hecho de que contar los transistores de un ordenador clásico y contar los qubits de un ordenador cuántico no es equivalente motivó a IBM a introducir el concepto de volumen cuántico. Además de esto, en un ordenador cuántico los qubits pierden coherencia a medida que transcurre el tiempo del programa o algoritmo que se ejecuta y esto conlleva una degradación del rendimiento global. Por esta razón, emplear unos cuantos qubits adicionales usados como redundancia puede ser más beneficioso para el rendimiento que computar con un número más grande de qubits no redundantes que provocasen errores .
En general, cuanto más grande es el volumen cuántico, más complejos son los problemas que un ordenador cuántico puede solucionar. El récord mundial para el volumen cuántico más alto a fecha de julio de 2023 es 219, logrado por el ordenador cuántico de trampas de iones H1-1, de 20 qubits, de la compañía Quantinuum.

## Definición

### Definición original
El volumen cuántico de un ordenador cuántico fue definido por Nikolaj Moll et al.
. Sin embargo, desde aproximadamente 2021, dicha definición ha sido suplantada por la redefinición de IBM publicada en 2019.
Depende del número de qubits N así como del número de pasos que pueden ser ejecutados, también llamado la profundidad de circuito d
{\displaystyle {\tilde {V}}_{Q}=\min[N,d(N)]^{2}.}
La máxima profundidad de un circuito depende del índice de error eficaz  {\displaystyle \epsilon _{\mathrm {eff} }}
{\displaystyle d\simeq {\frac {1}{N\epsilon _{\mathrm {eff} }}}.}
El índice de error eficaz {\displaystyle \epsilon _{\mathrm {eff} }} se define como la media de la tasa de error de una puerta cuántica de dos qubits .
Si las puertas cuánticas de dos qubits no están físicamente conectadas todas entre sí, pueden ser necesarias otras puertas SWAP adicionales para implementar una puerta de dos qubits arbitraria y {\displaystyle \epsilon _{\mathrm {eff} }>\epsilon } , donde {\displaystyle \epsilon }  es el índice de error de las puertas físicas de dos qubits.
La profundidad del circuito tolerable disminuye cuando se añaden más qubits con el mismo índice de error eficaz. Con estas definiciones, el volumen cuántico disminuye al añadir más qubits cuando {\displaystyle d(N)<N}. Para ejecutar un algoritmo que sólo requiere n qubits en un ordenador de N qubits ( {\displaystyle n<N} ) qubits, puede ser beneficioso seleccionar un subconjunto de qubits con buena conectividad . Para este caso, se redefine el volumen cuántico Moll et al.
{\displaystyle V_{Q}=\max _{n<N}\left\{\min \left[n,{\frac {1}{n\epsilon _{\mathrm {eff} }(n)}}\right]^{2}\right\},}
donde el máximo se toma entre una elección arbitraria de n qubits.

### Redefinición de IBM
En 2019, los investigadores de IBM modificaron la definición de volumen cuántico para que fuera una exponencial del tamaño del circuito, afirmando que así corresponde a la complejidad de simular el circuito en un ordenador clásico:
{\displaystyle \log _{2}V_{Q}={\underset {n\leq N}{\operatorname {arg\,max} }}\left\{\min \left[n,d(n)\right]\right\}}

## Métricas volumétricas
El volumen cuántico define una familia de circuitos cuadrados, cuyo número de qubits {\displaystyle N} y profundidad {\displaystyle d} son iguales. Por lo tanto, el resultado de dicha métrica es un solo número. Sin embargo, se ha propuesto una generalización denominada métricas volumétricas (en inglés, volumetric benchmarks), las cuales definen una familia de circuitos cuánticos rectangulares, para los cuales {\displaystyle N} y {\displaystyle d} son independientes entre sí, para permitir un estudio del balance entre tiempo y espacio en la eficiencia de una computación, sacrificando por tanto la simplicidad de una métrica basada en un solo número.
Las métricas volumétricas pueden ser generalizadas no solamente para desacoplar las dimensiones de {\displaystyle N} y {\displaystyle d}, sino también para poner a prueba diferentes tipos de circuitos cuánticos. Mientras que el volumen cuántico mide la habilidad de un ordenador cuántico para implementar un tipo específico de circuitos aleatorios, estos pueden, en principio, ser sustituidos por otras familias de circuitos aleatorios, por circuitos periódicos, o por circuitos inspirados en algoritmos cuánticos específicos. Cada métrica debe tener un criterio de éxito, que determine si un procesador ha "superado" un circuito de prueba dado.
Aunque hay muchas maneras de analizar estos datos, un método de visualización sencillo es ilustrar la frontera de Pareto del balance entre {\displaystyle N} y {\displaystyle d} para el procesador bajo estudio. Esta frontera de Pareto da información sobre el circuito de mayor profundidad {\displaystyle d} que puede ejecutar un parche de un número de qubits dado {\displaystyle N}, o, alternativamente, el mayor parche de {\displaystyle N} qubits que puede ejecutar un circuito de profundidad dada {\displaystyle d}.